# Relief (Mikroskopie)
Als Relief bezeichnet man in der Geologie einen optischen Effekt bei der Mikroskopie von Gesteinen im Dünnschliff. Das Relief ermöglicht eine erste, grobe Abschätzung des Brechungsindex von Mineralen.

## Beschreibung
Als Relief eines Minerals bezeichnet man den Effekt, dass beim Mikroskopieren die Oberfläche eines Minerals räumlich ausgeprägt erscheint. Man unterscheidet dabei in positives Relief und negatives Relief.
Die Oberfläche eines Minerals mit positivem Relief erscheint aus der Schliffebene herausgehoben. Die Oberfläche eines Minerals mit negativem Relief hingegen erscheint im Bezug zur Schliffebene nach hinten versetzt.
Minerale mit einem Brechungsindex größer als der des Einbettungsmediums besitzen ein positives Relief. Je größer der Unterschied der Brechungsindizes, umso deutlicher erscheint das Mineral hervorgehoben.
Besitzt umgekehrt ein Mineral einen Brechungsindex kleiner als das Einbettungsmedium, so ist sein Relief negativ.

## Galerie

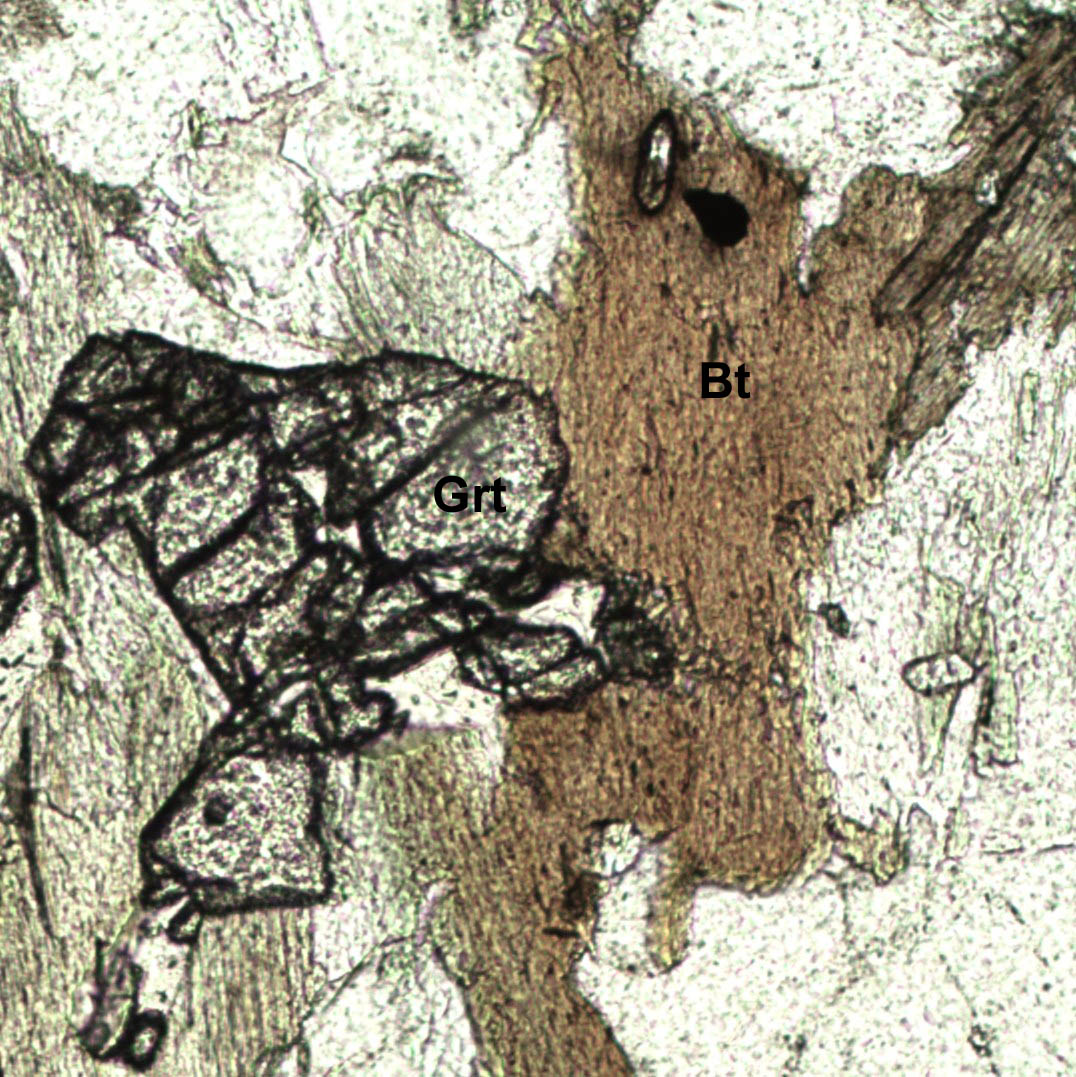
Dünnschliff mit Granat (Grt) und Biotit (Bt). Minerale der Granatgruppe haben eine sehr hohe Lichtbrechung (ca. 1.8) und zeigen daher ein starkes Relief. Biotit hingegen hat eine geringere Lichtbrechung (ca. 1.605) und erscheint daher nicht so räumlich. Bildbreite 650 Mikrometer.
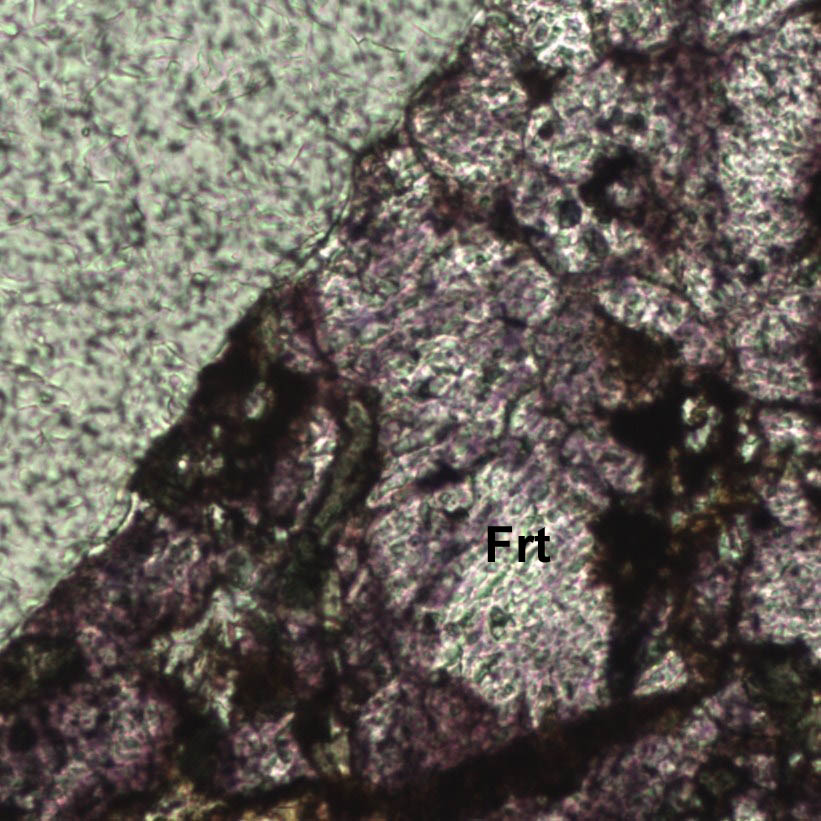
Dünnschliff mit Fluorit (Frt) gegen das Einbettungsmedium (links oben). Fluorit hat eine Lichtbrechung von 1.44, diese ist damit niedriger als die des Einbettungsmediums (1.54). Daher zeigt Fluorit ein leichtes negatives Relief. Bildbreite 530 Mikrometer.
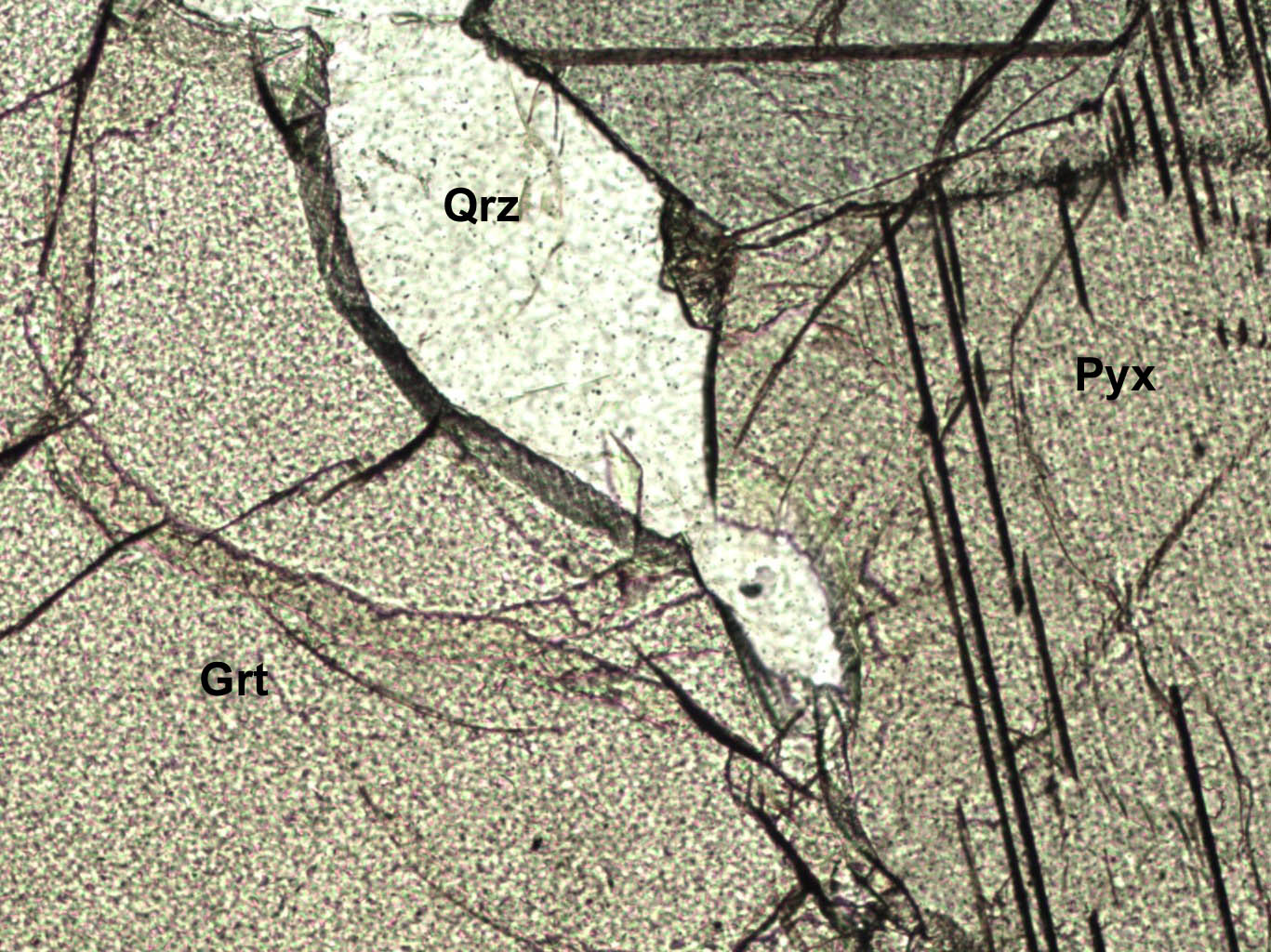
Dünnschliff, der einen Quarz (Qrz), einen Granat (Grt) und ein Pyroxen (Pyx) zeigt. Der Quarz hat einen ähnlichen Brechungsindex wie das Einbettungsmedium (1.54) und zeigt daher kein Relief. Im Gegensatz zu Quarz wirken der Granat links und der Pyroxen rechts deutlich erhoben. Minerale der Pyroxengruppe besitzen eine erhöhte Lichtbrechung (Bsp. Augit mit ca. 1.7) und Granate eine sehr hohe Lichtbrechung. Bildhöhe ca. 1 Millimeter.